# Hypostom roztoczy

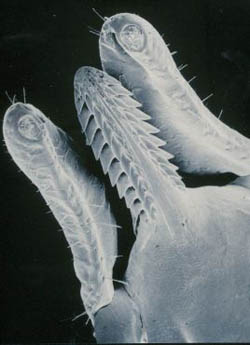
Hypostom Ixodes holocyclus (pośrodku) i nogogłaszczki (po bokach)

Hypostom – część gnatosomy niektórych roztoczy.
Pierwotnie hypostom ma postać rynienkowatej struktury zmysłowej, zlokalizowanej z przodu lub pośrodku brzusznej strony subkapitulum. Prawdopodobnie stanowi on pozostałość po endytach bioder nogogłaszczków. U żukowców jest on opatrzony 3 parami szczecin hypostomalnych.
U kleszczy hypostom ulega przekształceniu w aparat, który ma za zadanie umocować je w skórze żywiciela. Ma on kształt lancetowaty i budowę dwuwarstwową. Wierzchnia warstwa jest błoniasta, zaś spodnia silnie zesklerotyzowana i zaopatrzona w różnego kształtu ząbki, których wierzchołki skierowane są do tyłu. Nogogłaszczki nie są w tej grupie zlane z hypostomem lecz pozostają wolne, pełniąc dla niego funkcję ochronną. 
Kleszcz wsuwa hypostom w skórę, po czym unieruchamia go za pomocą śliny tworzącej rodzaj cementu.